# Сибеник
Шибеник је насељено место у општини Велики Грђевац, Бјеловарско-билогорска жупанија, Хрватска.

## Историја
До територијалне реорганизације у Хрватској био је у саставу старе општине Грубишно Поље.

## Становништво
У попису становништва из 2011. године, Сибеник је имао 19 становника.
| Број становника према пописима | Број становника према пописима | Број становника према пописима | Број становника према пописима | Број становника према пописима | Број становника према пописима | Број становника према пописима | Број становника према пописима | Број становника према пописима | Број становника према пописима | Број становника према пописима | Број становника према пописима | Број становника према пописима | Број становника према пописима | Број становника према пописима | Број становника према пописима |
| ------------------------------ | ------------------------------ | ------------------------------ | ------------------------------ | ------------------------------ | ------------------------------ | ------------------------------ | ------------------------------ | ------------------------------ | ------------------------------ | ------------------------------ | ------------------------------ | ------------------------------ | ------------------------------ | ------------------------------ | ------------------------------ |
| 1857                           | 1869                           | 1880                           | 1890                           | 1900                           | 1910                           | 1921                           | 1931                           | 1948                           | 1953                           | 1961                           | 1971                           | 1981                           | 1991                           | 2001                           | 2011                           |
| 186                            | 226                            | 205                            | 305                            | 399                            | 417                            | 434                            | 463                            | 205                            | 230                            | 236                            | 180                            | 131                            | 124                            | 38                             | 19                             |

### Попис1991.
У попису становништва из 1991. године, Сибеник је имао 124 становника, сљедећег националног састава:
| Попис 1991.‍  | Попис 1991.‍  | Попис 1991.‍ | Попис 1991.‍ | Попис 1991.‍ |
| ------------ | ------------ | ----------- | ----------- | ----------- |
|              |              |             |             |             |
| Срби         | Срби         |             | 93          | 75,00%      |
| Хрвати       | Хрвати       |             | 16          | 12,90%      |
| Југословени  | Југословени  |             | 7           | 5,64%       |
| Мађари       | Мађари       |             | 4           | 3,22%       |
| неопредељени | неопредељени |             | 4           | 3,22%       |
| укупно: 124  |              |             |             |             |